# Боголюбовка (Чишминський район)
Боголю́бовка (рос. Боголюбовка, башк. Боголюбовка) — присілок у складі Чишминського району Башкортостану, Росія. Входить до складу Аровської сільської ради.
Населення — 36 осіб (2010; 64 у 2002).
Національний склад:
- українці — 62 %
- росіяни — 26 %